# Blutgletscher
Blutgletscher (Arbeitstitel: Glazius) ist ein österreichischer Horrorfilm von Regisseur Marvin Kren aus dem Jahr 2013. In Österreich kam der Film, nach der Österreichpremiere als Eröffnungsfilm des /slash Filmfestivals am 19. September 2013, am 27. September 2013 und in Deutschland am 6. Februar 2014 in die Kinos.

## Handlung
Der Film beginnt mit einer Einblendung, welche die Erderwärmung apokalyptisch mit den Worten „Im Jahr 2013 verstummen die letzten Zweifler. Die Klimakatastrophe übertrifft die düstersten Prognosen. Der Nordpol wird noch in diesem Jahrzehnt eisfrei sein. Die Gletscher in den Alpen werden verschwinden. Die Folgen sind nicht absehbar, nur eines ist sicher: Das Leben auf der Erde wird sich verändern.“ unterstreicht und für den Zuschauer ausmalt: „Wir werden uns verändern.“
Die Klimaforschungsstation Glazius befindet sich in den Alpen auf einer Höhe von 3500 Meter und ist mit einem Forschungsteam, bestehend aus drei Wissenschaftlern, einem Ingenieur und einem Hund besetzt. Als eines Tages die Messstation 3 keine Daten mehr funkt, ziehen auf Intervention des Stationsleiters Harald der Mineraloge Falk, der Ingenieur Janek und dessen Hund Tinnitus los, um den Fehler zu beheben. Doch was sie vorfinden, verschlägt ihnen den Atem. Die Abbruchkante der Gletscherzunge hebt sich in einer blutroten Farbe vom Rest der Umgebung ab: Eine rote Flüssigkeit, freigeschmolzen aus der im Klimawandel schwindenden Eisdecke.
Während Janek versucht, den Fehler zu beheben, zieht Falk eine Probe der Flüssigkeit, um sie zu untersuchen. Er bemerkt, dass es keine Flüssigkeit ist, sondern eine Art Algen. Währenddessen entfernt sich der Hund von den beiden und betritt das Gletschertor, in dem er von etwas angefallen und verletzt wird.
Zur Forschungsstation zurückgekehrt findet die Biologin Birte heraus, dass die Algen keine typischen Algen, sondern Lebensformen mit eigener DNA sind, die sich einen Wirt suchen und aus diesem eine neue Lebensform erschaffen.
Bald schon sind Ministerin Bodicek mit ihrer wissenschaftlichen Beraterin Tanja Monstatt, die zugleich Janeks Exfreundin ist, dem Bergführer Bert Krakauer, dem Personenschützer Luca sowie das Reporterteam Urs und Irene betroffen.
Der Film endet mit einem Blick auf einen zweiten „Blutgletscher“, eine Einstellung, die Regisseur Marvin Kren als dramaturgische Klammer zum Anfangssatz „Wir werden uns verändern“ bezeichnet und die ein Sequel offen lässt.

## Produktion

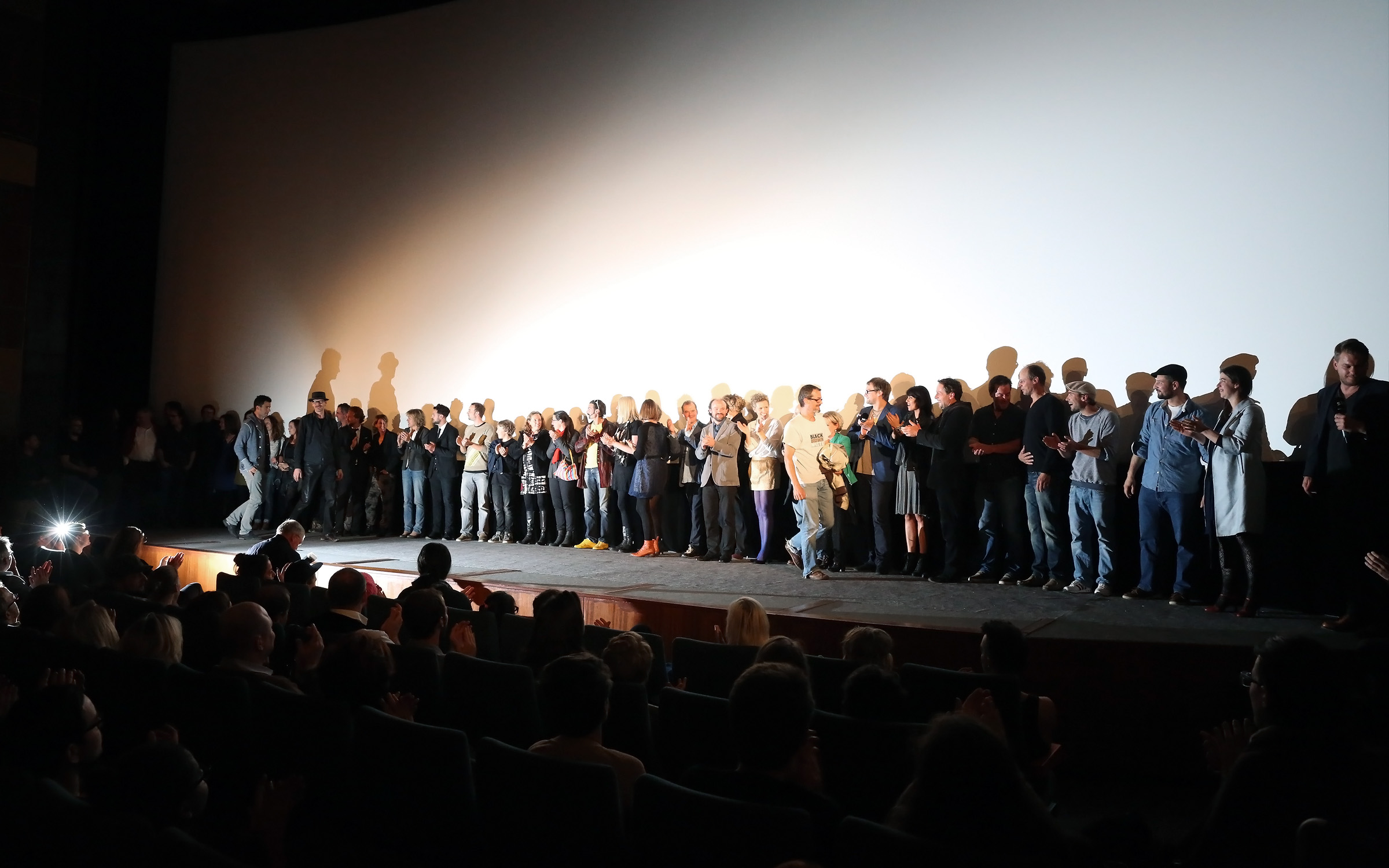
Das Filmteam bei der Österreichpremiere

Die Dreharbeiten fanden zwischen 23. Juli und 31. August 2012 auf rund 3000 Meter Höhe am Suldenferner, einem Gletscher der Ortler-Alpen bei Sulden in Südtirol, statt. Das Hauptmotiv für alle Außenaufnahmen bildete eine hierzu extra unweit der Schaubachhütte und der Bergstation der Seilbahn Sulden am Ortler nachgebildete komplette glaziologische Klimaforschungsstation mit Janeks Hütte sowie einer externen Messstation am Original-Gletschertor. Da es sich hier um das Lieblings-Wandergebiet von Angela Merkel handelt, besuchte diese sogar während ihres Sommerurlaubs das Filmset. Die Produktion der Allegro Film wurde vom Österreichischen Filminstitut, ORF Film/Fernsehabkommen, Filmfonds Wien, Filmstandort Österreich sowie Business Location Südtirol/Alto Adige gefördert.

## Kritik

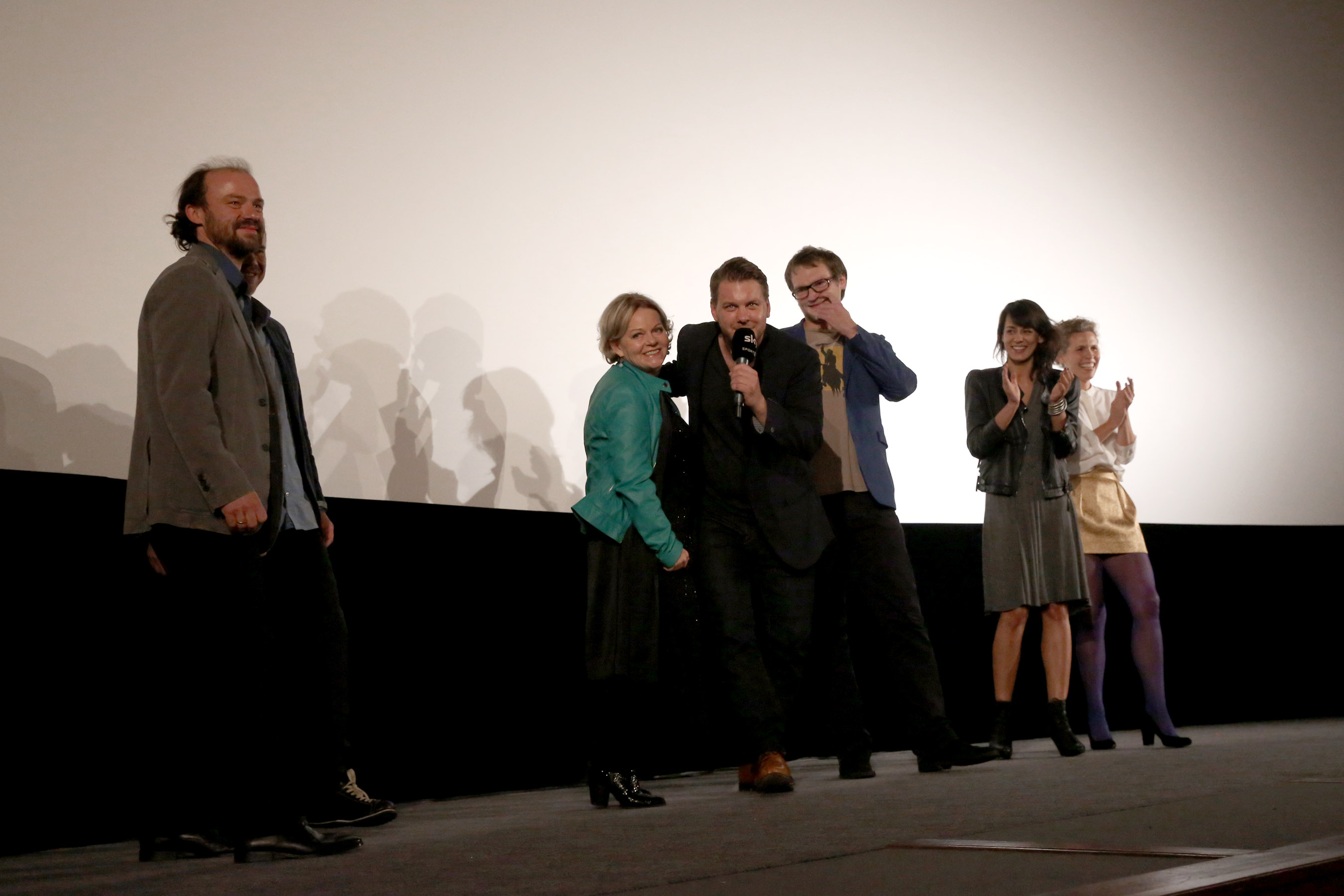
Marvin Kren (Mitte) mit den Darstellern bei der Österreichpremiere im Gartenbaukino (2013)

Der film-dienst sah einen deutschsprachigen Tierhorrorfilm, „der sich mal spannend, mal bluttriefend an einer souveränen Wiederbelebung des ‚Creature Horror‘ im Stil der 1980er-Jahre abarbeitet“. Dabei setze die Inszenierung auf das „fast vergessene Handwerk plastischer Spezialeffekte, um die Konfrontation einer von inneren Spannungen zerrissenen Gruppe mit dem Andersartigen zu inszenieren“. Die Filmzeitschrift Cinema verglich den Film mit John Carpenters The Thing, jedoch würde Kren die „vertrauten Versatzstücke“ letztlich „zu seiner eigenen Sache“ machen. Im Fazit heißt es: „Respektabler Old-School-Splatter mit Schmäh.“ Die Filmwebsite kino.de urteilte, der Film überzeuge „mit dichter Atmosphäre, wohlplatzierten Schockeffekten“. Die „einfache, aber effektive Geschichte“ nehme dabei „ihren vorhersehbaren und trotzdem kurzweiligen Lauf“.